# 陈氏粘体虫
陈氏粘体虫（学名：Myxosoma cheni）为粘体科粘体虫属的动物。在中国，分布于云南等，营寄生生活，寄生在南方裂腹鱼的鳃。